# Arena (Album)
Arena ist ein 1984 erschienenes Livealbum von Duran Duran. Außerdem enthält es die Studioversion von The Wild Boys.

## Hintergrund
Alle Titel wurden von der Band geschrieben und arrangiert. Die Liveaufnahmen des Albums wurden von Duran Duran produziert, George Tutko war der Live-Toningenieur. The Wild Boys, der einzige nicht live aufgenommene Song auf dem Album, wurde von Nile Rodgers gemeinsam mit Duran Duran produziert. Die Platte wurde dem Cover zufolge „around the world“, rund um die Welt aufgenommen. Es erschien auch ein Konzertfilm unter dem Namen An Absurd Notion. Es ist das letzte Album in der Originalbesetzung der Band.

## Titelliste
*Singleauskopplungen/ **vom Album Duran Duran/ ***vom Album Rio/ ****vom Album Seven and the Ragged Tiger
| Is There Something I Should Know? | 4:37 |
| Hungry Like the Wolf***           | 3:57 |
| New Religion***                   | 5:37 |
| Save a Prayer*/***                | 6:09 |
| The Wild Boys* (Studioversion)    | 4:15 |
| The Seventh Stranger****          | 5:10 |
| The Chauffeur***                  | 5:24 |
| Union of the Snake****            | 4:09 |
| Planet Earth**                    | 4:30 |
| Careless Memories**               | 4:06 |

## Kommerzieller Erfolg

### Chartplatzierungen
| ChartsChartplatzierungen       | Höchstplatzierung | Wochen |
| ------------------------------ | ----------------- | ------ |
| Deutschland (GfK)              | 1 (25 Wo.)        | 25     |
| Österreich (Ö3)                | 7 (10 Wo.)        | 10     |
| Schweiz (IFPI)                 | 4 (12 Wo.)        | 12     |
| Vereinigte Staaten (Billboard) | 4 (28 Wo.)        | 28     |
| Vereinigtes Königreich (OCC)   | 6 (31 Wo.)        | 31     |

| ChartsJahrescharts (1985) | Platzierung |
| ------------------------- | ----------- |
| Deutschland (GfK)         | 25          |

### Auszeichnungen für Musikverkäufe
| Land/Region                  | Auszeichnungen für Musikverkäufe (Land/Region, Auszeichnung, Verkäufe) | Verkäufe  |
| ---------------------------- | ---------------------------------------------------------------------- | --------- |
| Deutschland (BVMI)           | Gold                                                                   | 250.000   |
| Kanada (MC)                  | 2× Platin                                                              | 200.000   |
| Neuseeland (RMNZ)            | 2× Platin                                                              | 40.000    |
| Niederlande (NVPI)           | Gold                                                                   | 50.000    |
| Spanien (Promusicae)         | Gold                                                                   | 50.000    |
| Vereinigte Staaten (RIAA)    | 2× Platin                                                              | 2.000.000 |
| Vereinigtes Königreich (BPI) | Platin                                                                 | 300.000   |
| Insgesamt                    | 3× Gold · 7× Platin ·                                                  | 2.890.000 |